# Tysk-österrikiska backhopparveckan 1970/1971
Under Tysk-österrikiska backhopparveckan 1970/1971 hoppade man i Oberstdorf den 30 december, den 1 januari hoppade man i Partenkirchen och den 3 januari hoppade man i Innsbruck. Deltävlingen i Bischofshofen genomfördes slutligen den 6 januari.

## Oberstdorf
- Datum: 30 december 1970
- Land:  Västtyskland
- Backe: Schattenbergschanze

| Placering | Hoppare             | Land            | Poäng |
| --------- | ------------------- | --------------- | ----- |
| 01        | Ingolf Mork         | Norge           | 235,8 |
| 02        | Bent Tomtum         | Norge           | 234,1 |
| 03        | Stanisław Pawlusiak | Polen           | 233,7 |
| 04        | Zbyněk Hubač        | Tjeckoslovakien | 232,5 |
| 05        | Jiří Raška          | Tjeckoslovakien | 227,5 |
| 06        | Rudolf Höhnl        | Tjeckoslovakien | 221,6 |
| 07        | Horst Queck         | Östtyskland     | 221,2 |
| 08        | Bernd Eckstein      | Östtyskland     | 221,1 |
| 09        | Tauno Käyhkö        | Finland         | 220,5 |
| 010       | Józef Przybyła      | Polen           | 220,0 |

## Partenkirchen
- Datum: 1 januari 1971
- Land:  Västtyskland
- Backe: Große Olympiaschanze

| Placering | Hoppare                | Land            | Poäng |
| --------- | ---------------------- | --------------- | ----- |
| 01        | Ingolf Mork            | Norge           | 238,0 |
| 02        | Jiří Raška             | Tjeckoslovakien | 235,5 |
| 03        | Tauno Käyhkö           | Finland         | 229,0 |
| 04        | Jo Inge Bjørnebye      | Norge           | 225,0 |
| 05        | Zbyněk Hubač           | Tjeckoslovakien | 222,5 |
| 06        | Didrik Müller Ellefsen | Norge           | 220,5 |
| 07        | Bernd Eckstein         | Östtyskland     | 220,0 |
| 08        | Odd Grette             | Norge           | 218,0 |
| 08        | Frithjof Prydz         | Norge           | 218,0 |
| 010       | Bohuslav Novák         | Tjeckoslovakien | 217,5 |

## Innsbruck
- Datum: 3 januari 1971
- Land:  Österrike
- Backe: Bergiselschanze

| Placering | Hoppare           | Land            | Poäng |
| --------- | ----------------- | --------------- | ----- |
| 01        | Zbyněk Hubač      | Tjeckoslovakien | 246,0 |
| 02        | Jiří Raška        | Tjeckoslovakien | 243,9 |
| 03        | Rudolf Höhnl      | Tjeckoslovakien | 240,2 |
| 04        | Bent Tomtum       | Norge           | 237,0 |
| 05        | Josef Kraus       | Tjeckoslovakien | 235,9 |
| 06        | Walter Steiner    | Schweiz         | 235,4 |
| 07        | Tauno Käyhkö      | Finland         | 234,1 |
| 08        | Jo Inge Bjørnebye | Norge           | 233,8 |
| 09        | Bohumil Doležal   | Tjeckoslovakien | 230,9 |
| 010       | Hans Schmid       | Schweiz         | 228,4 |

## Bischofshofen
- Datum: 6 januari 1971
- Land:  Österrike
- Backe: Paul-Ausserleitner-Schanze

| Placering | Hoppare                | Land            | Poäng |
| --------- | ---------------------- | --------------- | ----- |
| 01        | Ingolf Mork            | Norge           | 241,2 |
| 02        | Jiří Raška             | Tjeckoslovakien | 238,9 |
| 03        | Zbyněk Hubač           | Tjeckoslovakien | 226,5 |
| 04        | Tauno Käyhkö           | Finland         | 225,5 |
| 05        | Tadeusz Pawlusiak      | Polen           | 224,8 |
| 06        | Walter Steiner         | Schweiz         | 223,3 |
| 07        | Frithjof Prydz         | Norge           | 220,8 |
| 08        | Josef Kraus            | Tjeckoslovakien | 220,7 |
| 09        | Bohumil Doležal        | Tjeckoslovakien | 220,6 |
| 010       | Didrik Müller Ellefsen | Norge           | 219,8 |
| 010       | Rudolf Höhnl           | Tjeckoslovakien | 219,8 |

## Slutställning
| Placering | Hoppare           | Land            | Poäng |
| --------- | ----------------- | --------------- | ----- |
| 01        | Jiří Raška        | Tjeckoslovakien | 945,8 |
| 02        | Ingolf Mork       | Norge           | 938,7 |
| 03        | Zbyněk Hubač      | Tjeckoslovakien | 927,6 |
| 04        | Tauno Käyhkö      | Finland         | 909,1 |
| 05        | Rudolf Höhnl      | Tjeckoslovakien | 897,1 |
| 06        | Jo Inge Bjørnebye | Norge           | 890,9 |
| 07        | Walter Steiner    | Schweiz         | 881,3 |
| 08        | Frithjof Prydz    | Norge           | 879,5 |
| 09        | Bernd Eckstein    | Östtyskland     | 870,6 |
| 010       | Bohumil Doležal   | Tjeckoslovakien | 859,8 |